# Dorpskerk Almen
De Dorpskerk is een protestantse kerk in de Nederlandse plaats Almen.
De kerk werd gebouwd in de 14e eeuw. Al in 1271 is er sprake van een parochie in Almen. Tijdens de reformatie werd de kerk protestants. Vanaf 1598 kreeg Almen een predikant. Vanaf dat moment, tot de bouw van een nieuwe kerk in Harfsen in 1961, kerkten de bewoners van Harfsen ook in Almen.
In de grafkelder van de kerk bevinden zich graven van voorname mensen. Tussen 1714 en 1835 werden hier de leden van de families van Kasteel De Ehze en 't Hulze begraven. In 1849 werd de kerk uitgebreid, waarbij aan de noordzijde een rechthoekig gedeelte is aangebouwd. In 1915 werd het priesterkoor weer betrokken bij de kerk, dat gedurende lange tijd als consistorie werd gebruikt.
De bakstenen kerktoren bestaat uit drie geledingen, met daarin twee klokken uit 1645, gegoten door de gebroeders Pieter en François Hemony. In de eenbeukige kerk is een doopvont aanwezig uit de 11e eeuw, gemaakt van Bentheimer zandsteen. Deze is in 1834 bij graafwerkzaamheden onder de vloer van het torenportaal opgegraven en heeft daarna zijn oorspronkelijke functie teruggekregen.
Naast de eikenhouten preekstoel uit de 17e eeuw is in 1996 een gebrandschilderd raam aangebracht, gemaakt door Jacques Germans als hommage aan kunstenares Jeanne Bieruma Oosting.
Bekend zijn de beginregels van het gedicht "De Hoofdige Boer" van de dichter Staring: "Elk weet waar 't Almensch kerkje staat en kent de laan die derwaarts gaat".
De kerk is in 1966 aangewezen als rijksmonument.

## Galerij

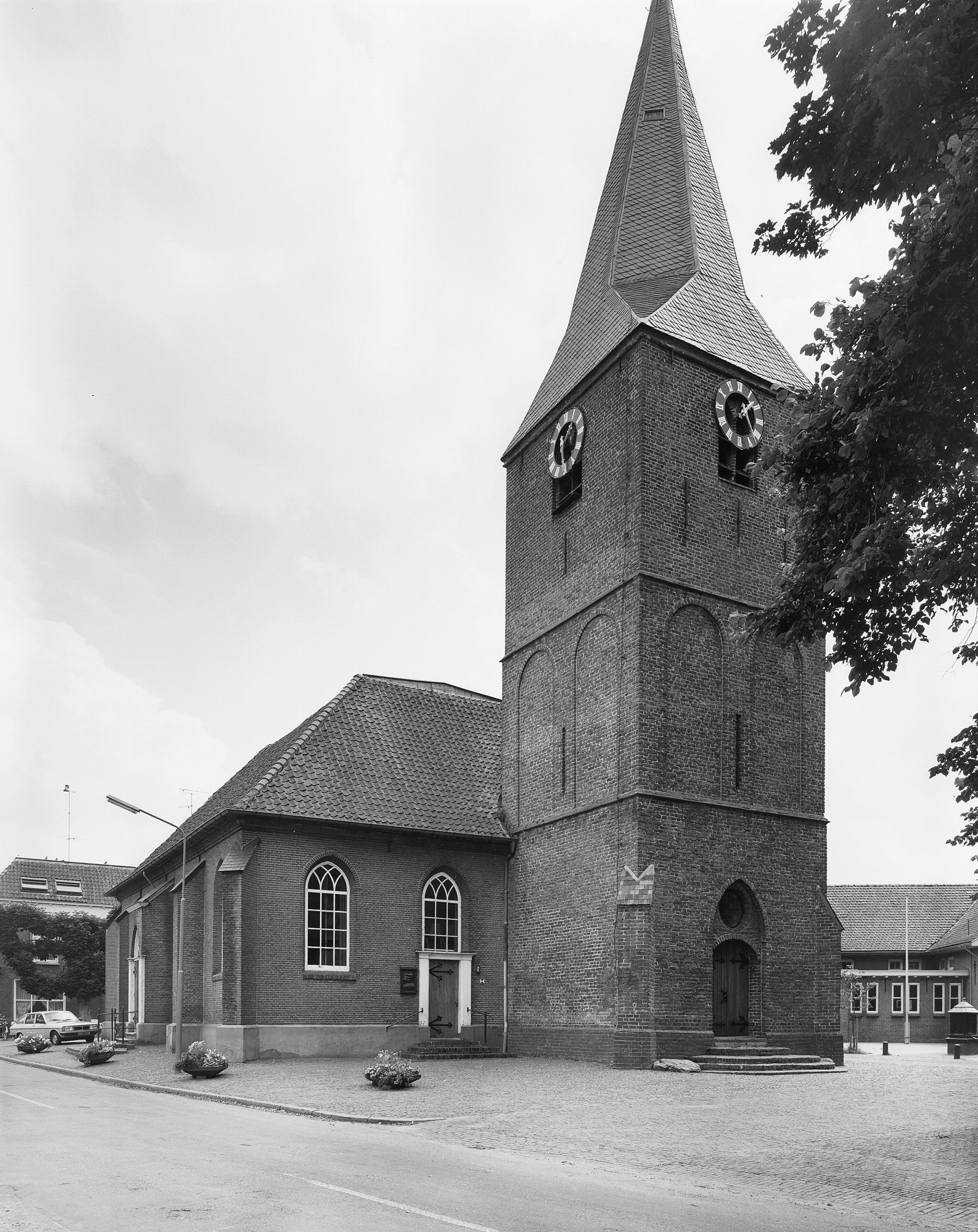
Vooraanzicht (1981)
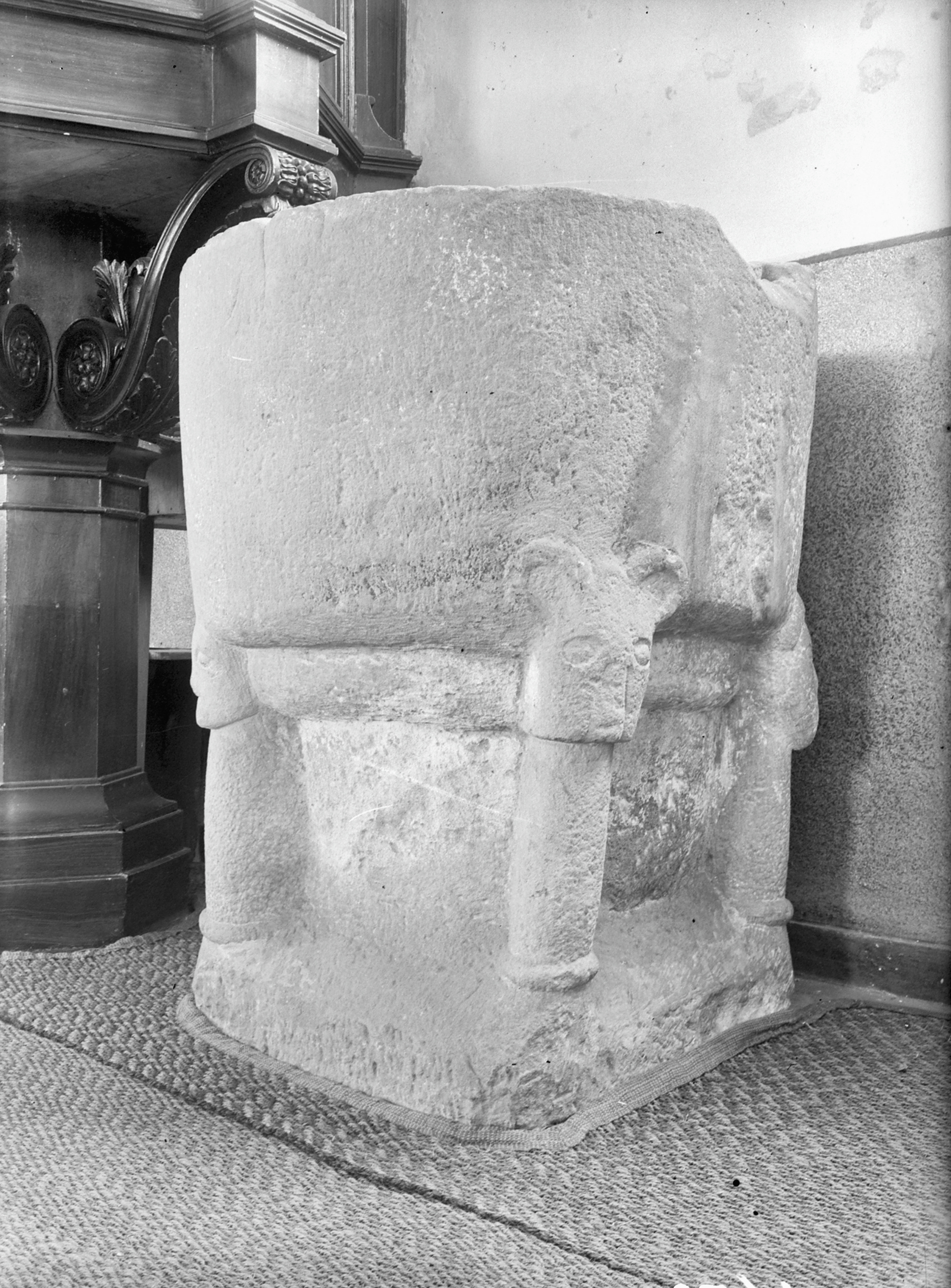
Doopvont
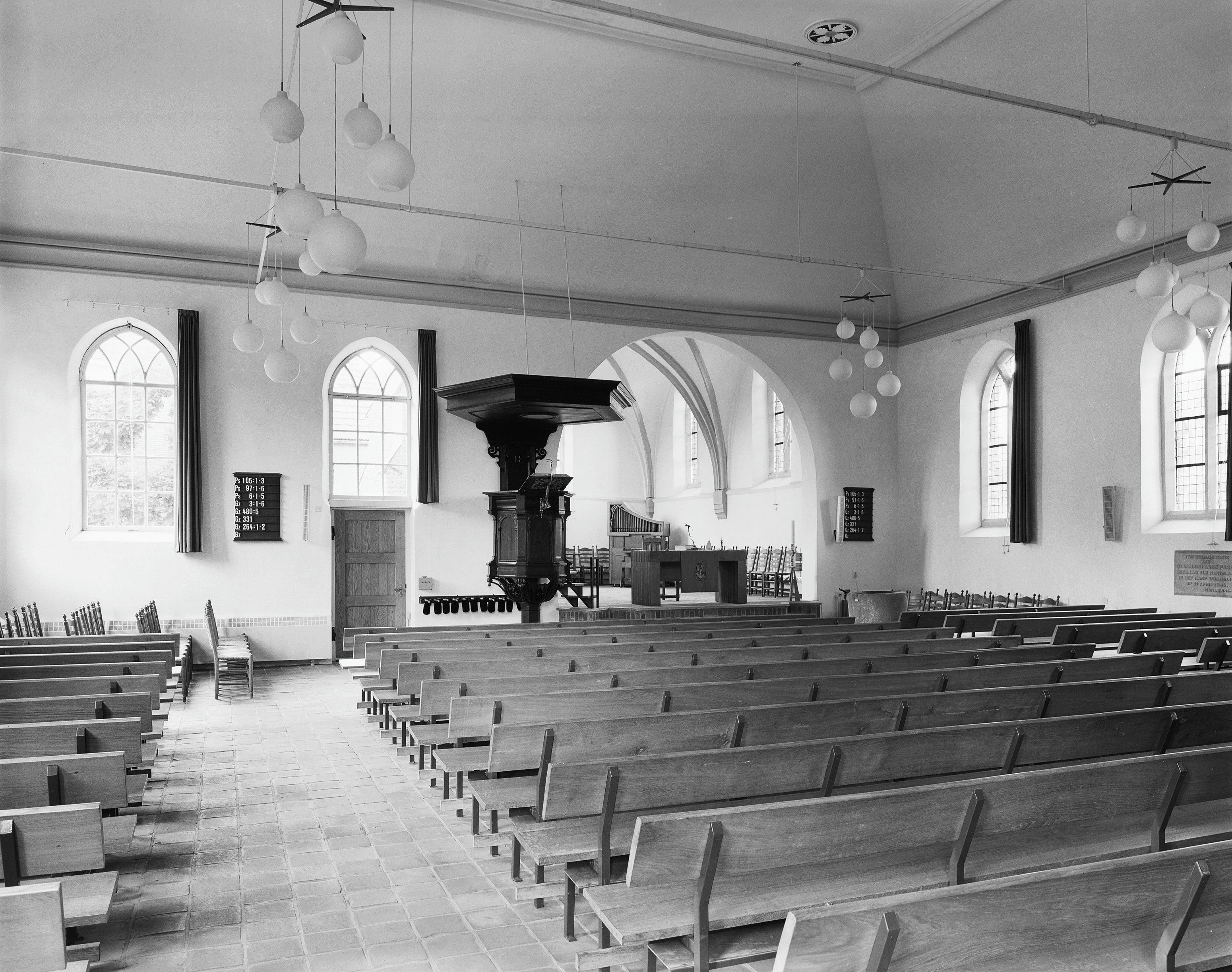
Interieur
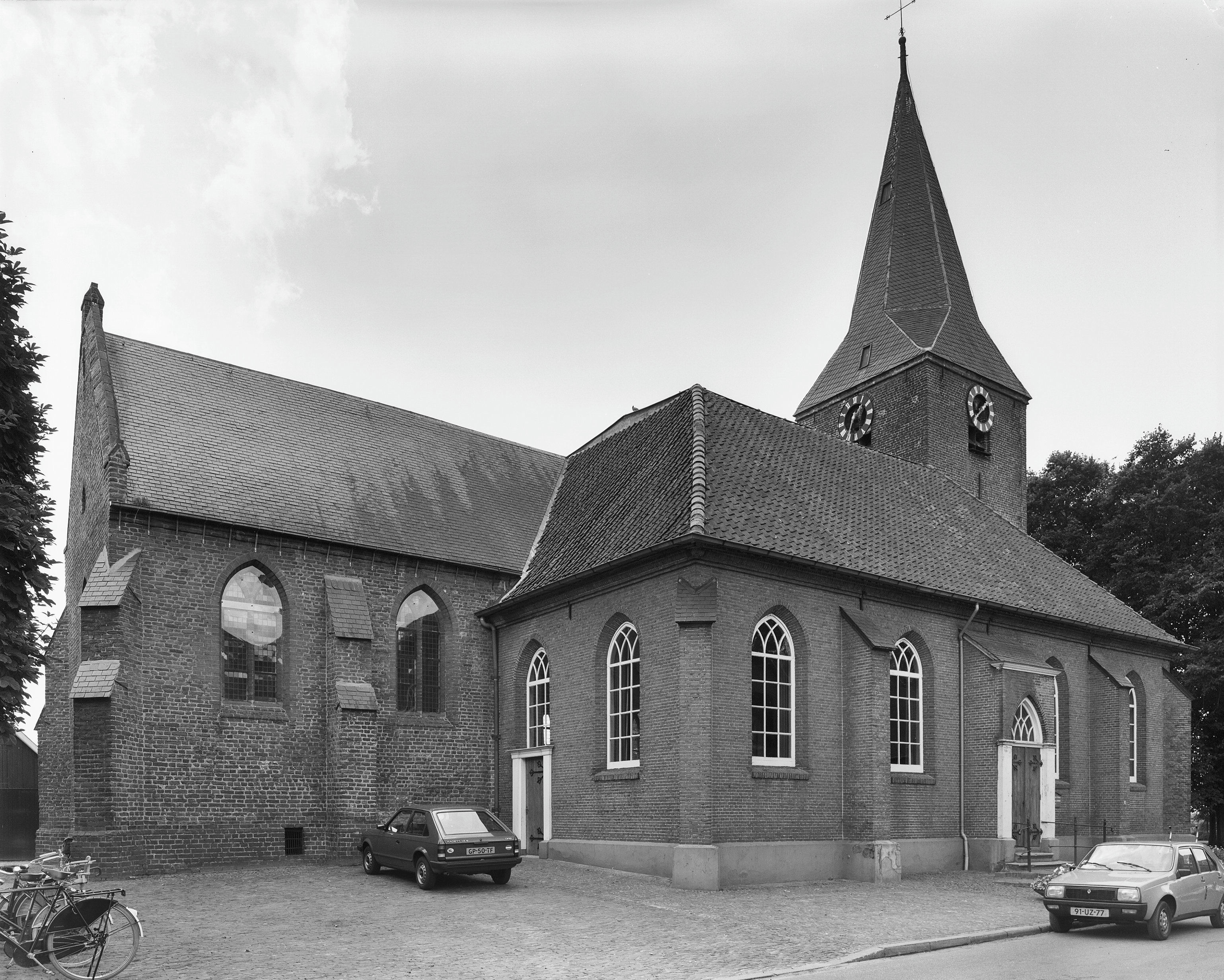
Achterzijde